# Càlig
Càlig (em valenciano e oficialmente) ou Cálig (em castelhano) é um município da Espanha na província de Castelló, Comunidade Valenciana. Tem 27,5 km² de área e em 2021 tinha 2 002 habitantes (densidade: 72,8 hab./km²).

## Demografia
| Variação demográfica do município entre 1991 e 2004 | Variação demográfica do município entre 1991 e 2004 | Variação demográfica do município entre 1991 e 2004 | Variação demográfica do município entre 1991 e 2004 |
| --------------------------------------------------- | --------------------------------------------------- | --------------------------------------------------- | --------------------------------------------------- |
| 1991                                                | 1996                                                | 2001                                                | 2004                                                |
| 1764                                                | 1774                                                | 1748                                                | 1721                                                |